# Kreis Düren
Kreis Düren er en landkreis i regeringsdistriktet Köln i den tyske delstat Nordrhein-Westfalen. I landkreisen bor der omkring 270.000 indbyggere. Hovedbyen er Düren.
50°50′N 6°30′Ø / 50.83°N 6.5°Ø